# Stop Islamiseringen af Europa
Stop Islamiseringen af Europa (forkortet SIOE), er et dansk og pan-europæisk parti med bl.a. Anders Gravers Pedersen som stifter og Thor Poulsen som formand. Partiets navn blev godkendt af Valgnævnet den 28. januar 2010 og erstatter det tidligere navn Stop Islamiseringen af Danmark (SIAD).
Modsat SIAD, er SIOE ikke et enkeltsagsparti som det fremgår af deres partiprogram. Partiets ledelse har udarbejdet et partipolitisk program der dækker dyrevelfærd, energipolitik, erhvervspolitik, EU, familie og bolig, flygtninge og integration, forsvarspolitik m.v.

## Historie
I 2005 blev foreningen SIAD stiftet af tidligere fremtrædende medlemmer af Den Danske Forening, Peder Hansen Bering og Anders Gravers Pedersen. Den 27. oktober 2006 (udløb i oktober 2009) blev partiets navn godkendt af Velfærdsministeriet. Allerede året før stod Anders Gravers bag borgerlisten Stop Islamiseringen af Danmark, som deltog i kommunalvalget i Aalborg. Listen fik 1172 stemmer (1,2 %).
Ved folketingsvalget 2007 opstillede Anders Gravers uden for partierne i Nordjyllands Storkreds. Han fik i alt 73 stemmer. I forbindelse med valget blev han ikke inviteret til vælgermøder i 2007.

## Lovforslag
SIOE har 12 lovforslag, som de mener vil skabe ro og orden i Danmark, som de skriver på deres hjemmeside. De mener, at de folkevalgte politikere i Folketinget i de sidste 30 år har ført en uansvarlig udlændingepolitik.
De 12 forslag er som følger:
1. Totalt indvandrerstop.
2. Repatriering af utilpassede indvandrere.
3. Imamer, som opildner til vold og sanktioner mod det land der føder dem, straffes og udvises for bestandigt.
4. Offentligt betalte integreringstiltag ophører.
5. Ikke-selvforsørgende indvandrere hjemsendes.
6. Lave kvoter for modtagelse af flygtninge.
7. Koranvers, som partiet anser er imod grundloven, skal fjernes fra Koranen.
8. Yderligere begrænsning af tildeling af statsborgerskab.
9. Hjælp til muslimske indvandrere (som partiet anser som hjælp til en fremmed besættelse af Danmark), skal straffes med landsforræderi.
10. Ophævelse af straffelovens § 266b (populært kaldet racismeparagraffen).
11. Revision af internationale konventioner.
12. Danmark skal meldes ud af EU.

## Partiprogram
Ledelsen har udarbejdet et partiprogram på 19 punkter (pr. 24 august 2010).

### Dyrevelfærd
Forbud mod al form for dyremishandling, herunder halalslagtning og lange dyretransporter. Dyremishandling bør straffes hårdere end det sker i dag. SIOE vil have et dyrepoliti med vidtstrakte beføjelser.

### Energipolitik
Partiet støtter bæredygtig energi som vindenergi, bølgeenergi, solenergi og jordvarme. Desuden mener de, at Danmark skal være uafhængig af fossile brændstroffer fra totalitære stater.

### EU
SIOE vil nedlægge EU, som de mener fører til en centraliseret diktaturstat, hvor enkelte lande vil blive eliminerede til fordel for et multikulturelt eksperiment, som de udtrykker det på deres hjemmeside.

### Familie og bolig
SIOE ønsker at gå tilbage til tidligere tiders stærke familiebånd og familieværdier, som de udtrykker det i programmet. Ansvaret for børneopdragelse er ikke skolernes opgave og partiet mener dermed ansvaret skal overdrages til familien. Partiet ønsker at øge den kommunale ældrepleje og vil give energirigtige boliger til alle. Desuden mener de, at såkaldte ghettoer skal nedlægges.

### Flygtninge og integration
SIOE vil nedlægge Ministeriet for Flygtninge, Indvandrere og Integration og oprette et Hjemsendelsesministerium, der skal tage sig af sager der omhandler hjemsendelse af udviste kriminelle udlændinge. Ministeriet skal også føre kontrol med tildelte danske statsborgerskaber.
Indførelse af totalt indvandrerstop fra totalitære stater. Indvandrere der begår kriminalitet skal udvises, også selvom de har opnået dansk statsborgerskab. Partiet ønsker at inddrage statsborgerskabet i tilfælde af kriminalitet.
Tolkebistand skal ikke betales af stat, region eller kommune.
Statslig hjælp til flygtninge skal stoppes.